# Vicente Liem de la Paz
Vicente Liem de la Paz (en vietnamita: Vinh Sơn Phạm Hiếu Liêm) (1732 - 7 de noviembre de 1773) fue un fraile dominico tonquinés (actual Vietnam septentrional) venerado como santo y mártir por la Iglesia católica.
Nacido Phạm Hiếu Liêm en el pueblo de Trà Lũ, en el phủ de Thiên Trường, provincia de Nam Định, Tonkín en 1732 de padres cristianos, Antonio y Monica Daeon de la Cruz, miembros de la nobleza tonquinesa. Cuando cayó gravemente enfermo varios días después de su nacimiento, fue bautizado por Chien de Santo Tomás, tomando el nombre de Vicente Liem. Dado que Trà Lũ era uno de esos pueblos tonquineses donde los frailes dominicos predicaban la fe católica, Liêm creció y se convirtió en cristiano. Más tarde, sus padres lo llevaron a un centro misionero donde aprendió el catecismo.
En 1738, el rey Felipe V de España abrió el Colegio de San Juan de Letrán y la Universidad de Santo Tomás (UST) en Filipinas a estudiantes chinos y tonquineses, ya que China y Tonkin no tenían instituciones educativas cristianas. Los padres dominicos decidieron dejar que Liêm y otros cuatro tonquineses (José de Santo Tomás, Juan de Santo Domingo, Pedro Mártir y Pedro de San Jacinto) estudiaran en Filipinas.
Vicente tomó el trivioum y el quadrivium en el Colegio de San Juan de Letrán, ahora el equivalente a la educación primaria y secundaria. Terminó un grado de lector de humanidades en Letrán. Continuó su educación universitaria en la Universidad de Santo Tomás mientras residía en Letrán. En septiembre de 1753, luego de completar sus estudios en Letrán, ingresó a la orden dominica, junto con sus tres compañeros tonquineses. Un año después, hicieron sus profesiones solemnes. El 28 de enero de 1755 recibe la tonsura y las órdenes menores en la Iglesia de Santa Ana. En 1758 Liêm fue ordenado sacerdote bajo la orden de los dominicos. En septiembre de ese año, aprobó los exámenes para escuchar confesiones. El 3 de octubre inició su viaje de regreso a Tonkin. Llegó el 20 de enero de 1759.
Pasó un tiempo en Tonkin para evangelizar a la gente de Tonkin. Sin embargo, las autoridades tonquinesas no estuvieron de acuerdo con esto. El 2 de octubre de 1773, él y sus dos ayudantes fueron detenidos en Co Dou. Él y sus ayudantes fueron golpeados, tras lo cual viajaron a pie al pueblo de registrado como Dou Hoi. Allí conoció a otro sacerdote dominico, el español Jacinto Castañeda. Fueron presentados al Vicegobernador y al Ministro Real. Fueron arrojados a una jaula por una noche. La llegada de un Alto Ministro motivó su traslado a Kien Nam, donde el Rey celebró su corte. Mientras estaban detenidos, lograron predicar el catolicismo a la gente. Posteriormente los llevaron a Tan Cau, luego a la casa de Canh Thuy. Finalmente fueron llevados ante el Rey donde fueron juzgados. Su juicio provocó que el Rey se enojara y fueron encarcelados. Después de varios días, el Rey dictó sentencia de culpabilidad con la pena de decapitación. La ejecución se produjo el 7 de noviembre de 1773. Tras la ejecución, los cristianos presentes en el lugar se llevaron los cuerpos de la Paz y Castañeda, donde fueron sepultados en la localidad de Trung Linh en Xuân Trường, Nam Định. Las autoridades tonquinesas dieron muerte a varios misioneros cristianos más.
El proceso de beatificación de la Paz y Casteñeda, así como de otros mártires dominicos, se inició a través del vicario apostólico Clemente Ignacio Delgado Cebrián. Fueron beatificados por el Papa Pío X con su fiesta el 7 de noviembre. El Papa Juan Pablo II anunció la canonización de la Paz el 19 de junio de 1988, con su fiesta el 24 de noviembre.